# Wild Orchid
Wild Orchid (Wilde orchidee) is een Amerikaanse erotische film uit 1989 die geregisseerd werd door Zalman King.
De film speelt zich af in de Braziliaanse stad Rio de Janeiro. Ook werden er opnames gedaan in Salvador.

## Verhaal
De jonge advocate Emily Reed krijgt een baan aangeboden bij een internationaal advocatenkantoor in New York. Haar eerste opdracht brengt haar naar Rio de Janeiro, waar ze samenwerkt met de ervaren Claudia Dennis om een hotelovername te begeleiden.
Wanneer Claudia onverwacht naar Buenos Aires moet, vraagt ze Emily om haar te vervangen bij een dinerafspraak met de mysterieuze zakenman James Wheeler. Emily raakt gefascineerd door zijn enigmatische gedrag en wordt meegezogen in een wereld van verleiding en psychologische spelletjes.
Terwijl Emily haar eigen grenzen verkent, ontdekt ze dat Wheeler moeite heeft met intimiteit en zijn emoties uitdrukt via anderen. Hun complexe relatie leidt tot een climax waarin beide personages geconfronteerd worden met hun diepste verlangens en angsten.

## Rolverdeling
| Acteur            | Personage        |
| ----------------- | ---------------- |
| Mickey Rourke     | James Wheeler    |
| Carre Otis        | Emily Reed       |
| Jacqueline Bisset | Claudia Dennis   |
| Assumpta Serna    | Hanna Munch      |
| Bruce Greenwood   | Jerome McFarland |
| Oleg Vidov        | Otto Munch       |
| Milton Goncalves  | Flavio           |

## Productie
De film werd opgenomen in Salvador, Bahia en Rio de Janeiro, Brazilië. Regisseur Zalman King moest enkele expliciete seksscènes verwijderen om een R-rating te verkrijgen; anders zou de film een X-rating hebben gekregen, wat de commerciële uitbreng zou hebben beperkt. Er gingen geruchten dat de seksscènes tussen Rourke en Otis echte geslachtsgemeenschap bevatten, mede omdat de twee tijdens de opnames een relatie kregen. Beide acteurs ontkenden dit, maar King liet de speculaties in het midden.

## Ontvangst
Wild Orchid kreeg overwegend negatieve recensies. Op Rotten Tomatoes heeft de film een score van 9% op basis van 32 recensies. Critici bekritiseerden het overdreven melodrama en het gebrek aan diepgang. De film werd genomineerd voor twee Razzie Awards: slechtste acteur (Mickey Rourke) en slechtste nieuwe ster (Carré Otis).